# گلم‌کبود علیا (سرپل‌ذهاب)
گلم‌کبود علیا (سرپل‌ذهاب)، روستایی از توابع بخش مرکزی شهرستان سرپل ذهاب در استان کرمانشاه ایران است.

## جمعیت
این روستا در دهستان حومه‌سرپل قرار دارد و براساس سرشماری مرکز آمار ایران در سال ۱۳۸۵، جمعیت آن ۲۶۹ نفر (۵۳خانوار) بوده‌است.